# Хаммерсхус
Хаммерсхус (Hammershus) — один з найстаріших замків Данії традиційного стилю будівлі. Він розташований в північній частині острова Борнгольм і являє собою мальовничі руїни фортечних стін, куди постійно організовуються групові туристичні екскурсії (щорічно Хаммерсхус відвідують близько 450 тис. Туристів). Замок розташований на пагорбі висотою в 74 м оточений красою охороняємого заповідника. Знизу здається, що він неприступний, однак за час своєї довгої історії він неодноразово переходив від власника до власника. У 1990 році частина фортеці була відреставрована.
Борнгольм — острів, де в літній час темніє всього на 4 години. Багато данських художників створювали вражаючі зображення Хаммерсхуса. Найбільш відомим є полотно, написане Антоном Кілдрупом. Воно виставлено в Музеї мистецтв Борнгольм.

## Опис фортеці
Хаммерсхус є найбільшою середньовічною захисною спорудою в північній Європі . Відвідувачам відкривається чудовий вид на територію Швеції і на Балтійське море. З півдня до замку походить глибока рівнина з западинами, заповненими водою, вкрита густим лісом. Приміщення в фортеці оточені кількома кільцями укріплень. Збоку розташовані два природних ставки, що забезпечували фортецю питною водою. По периметру Хаммерсхус оточений 750-метровою стіною з великою вежею.

## Історія
Хаммерсхус зведений в 1250 році — про це є згадка в стародавніх літописах. А ось хто був його засновником — досі достеменно невідомо. Згідно з одними версіями, замок був заснований місцевим архієпископством Лунда, а по іншим, це була база для хрестових походів короля Вальдемара Другого.
Історики сходяться в єдиній думці, що замок спочатку був військовою базою вікінгів. Під час боротьби між королями, які періодично змінювали один одного, і архієпископством, Хаммерсхус переходив від одного власника до іншого. А також вигідне становище замку і острова, призводило до постійної боротьби між датчанами, німцями і шведами, які прагнули заволодіти Хаммерсхусом.
У 13-14 століттях замок використовувався як фортеця і мав дуже важливий стратегічний вплив, тут знаходилася державна в'язниця. А 1521 році замок захопив король Крістіан Другий, який уклав під варту єпископа Оденсе Йенса Белльенака. Але в цьому ж році його відбила німецька армія міста Любека.
В 1568 році замок перебував у володінні шведського губернатора Прінценшельда Юхана і є його резиденцією, але не довго. В цьому ж році на острові, де знаходиться замок, спалахує повстання, яким керує Віллем Клаузен. У цьому повстанні губернатор гине. У 1660 шведи (по Копенгагенського миру) повернули острів Данії. Ось чому Борнгольм знаходиться так далеко від земель Данії в 160 кілометрів, в той час як від Швеції тільки 35 кілометрів.
У 1660—1661 роках в замку знаходилися під вартою Корфіц Ульфельд зі своєю дружиною Христиною. Замок вистояв проти багатьох облог, але його стіни не були розраховані на захист від артилерії, і в 1750 р Хаммерсхус був майже повністю зруйнований. У 1822 р королівським указом Хаммерсхус був оголошений історичним пам'ятником і узятий під захист влади, а в 1880 р. почалося очищення замкової території від великої кількості заростей. Ці роботи велися більше 40 років, а самі стіни замку почали реставрувати тільки в 1990 р, і вони не завершені досі. Руїни дбайливо відновлювали, але не добудовували заново, прагнучи зберегти саме той мальовничий вид напівзруйнованої фортеці, який дійшов до нас практично в незмінному вигляді з середини 18 століття.

## Інформація для туристів
На території замку кілька місяців на рік працює виставка, присвячена лицарському життю Середньовіччя. Вона називається «Асгер» і була організована тут вперше в 1992 р. Експозиція виставки представляє плани фортець і лицарських будинків, імітує внутрішнє оздоблення кімнат, демонструє вбрання дам і обладунки кавалерів, сюжети з їх повсякденного життя.
Замок Хаммерсхус знаходиться на самому гострому «виступі» острова Борнгольм — в північній його частині. Всього в 23 км розташоване місто Ронн — столиця острова. Дістатися сюди самостійно можна на автобусі (зупинка Hammershus) — всього півгодини їзди на маршрутах № 2, 7, 8 і 10.
Замок відкритий для туристів в теплу пору року — з квітня по листопад з 10:00 до 16:00. А в літні місяці він працює трохи довше — до 17:00.